# The Book of Heavy Metal
| Recensione | Giudizio |
| ---------- | -------- |
| AllMusic   |          |

The Book of Heavy Metal è il terzo album in studio del gruppo musicale svedese heavy metal Dream Evil, pubblicato nel 2004.

## Tracce
1. The Book of Heavy Metal – 5:25
2. Into the Moonlight – 4:20
3. The Sledge – 2:59
4. No Way – 3:19
5. Crusader's Anthem – 4:21
6. Let's Make Rock – 4:04
7. Tired – 3:49
8. Chosen Twice – 4:22
9. M.O.M. – 3:33
10. The Mirror – 3:46
11. Only for the Night – 4:11
12. Unbreakable Chain – 5:53

## Formazione
- Niklas Isfeldt - voce principale
- Fredrik Nordström - chitarra ritmica, cori
- Gus G. - chitarra solista
- Peter Stålfors - basso, cori
- Snowy Shaw - batteria, cori

Ospiti
- Mats Olausson - organo e tastiere nelle tracce 2, 5, 8, 10, e 12
- Andy Alkman - seconda voce nella traccia 4
- Per Edvardsson - armonie vocali nelle tracce 5 e 11
- Patrik J. - cori nelle tracce 1, 3, 4, 5, 7 e 10
- Råberra Axelsson - assolo di chitarra nella traccia 1
- "Metal" Mike Chlasciak - assolo di chitarra nella traccia 4